# Villa rustica (Erlstätt)

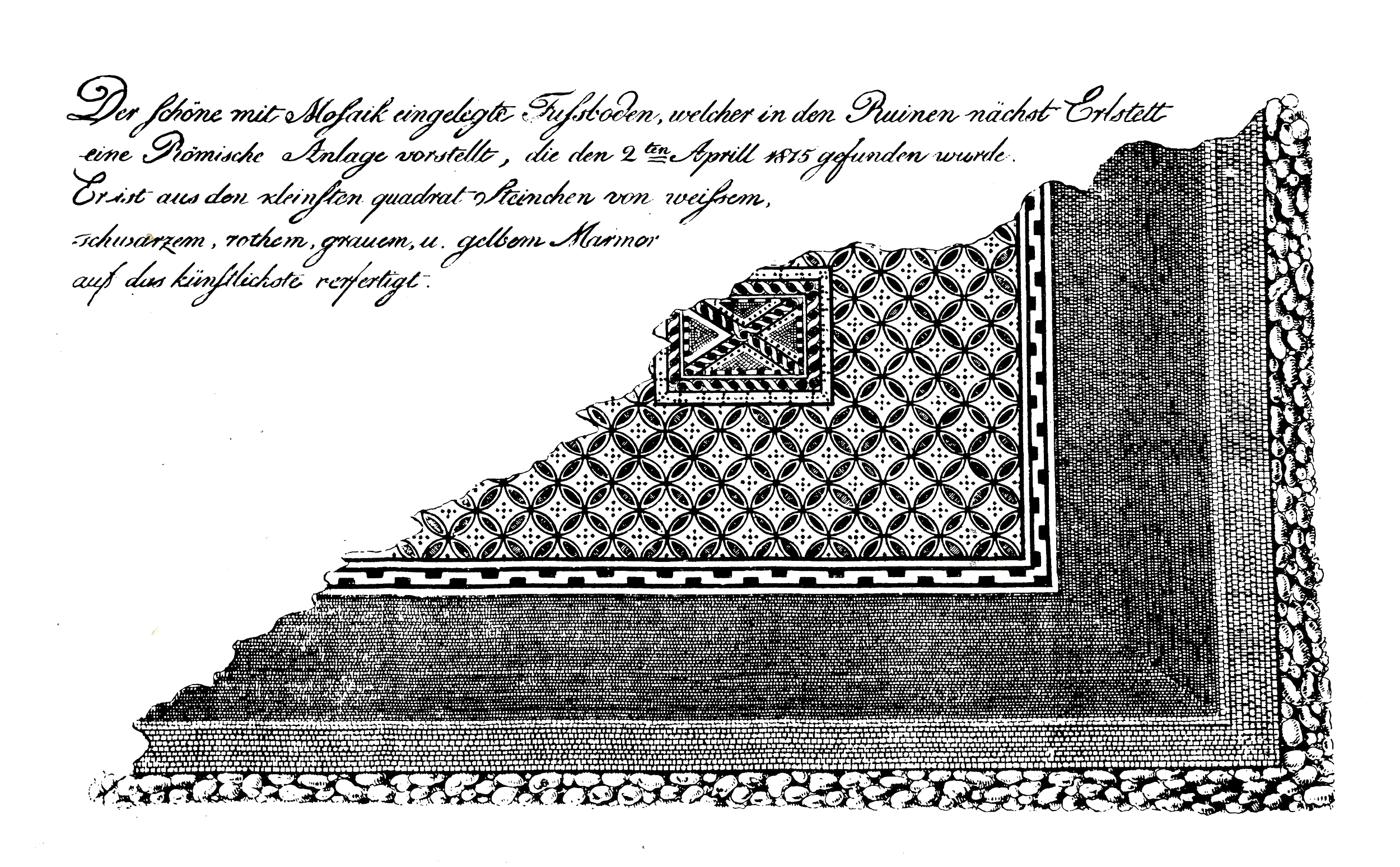
Zeichnung eines 1815 durch Ignaz Antiochus Fletz ausgegrabenen römischen Mosaiks

Die Villa rustica auf der Gemarkung von Erlstätt, einem Gemeindeteil von Grabenstätt im oberbayerischen Landkreis Traunstein, wurde 1814 und 1889/90 aufgedeckt. Die Villa rustica der römischen Kaiserzeit liegt circa 550 Meter südwestlich der Kirche St. Peter und Paul und ist ein geschütztes Bodendenkmal.
In den aufgedeckten Räumen befanden sich teilweise Mosaikfußböden und Hypokausten.
Die von Albert Multerer aus dem Bereich dieses Bodendenkmals gesammelten Objekte sind im Römermuseum Grabenstätt ausgestellt.